# Курорт (платформа)
«Куро́рт» — платформа Сестрорецкого направления Октябрьской железной дороги в городе Сестрорецке (Курортный район Санкт-Петербурга). Расположена рядом с парком «Сестрорецкий курорт».
Платформа находится на однопутном участке, между станциями Сестрорецк и Белоостров, с левой стороны (если ехать от Сестрорецка). На платформе останавливаются все электропоезда, проходящие через неё. Рядом с платформой находится билетная касса.
Путь от станции Сестрорецк проходит в очень крутой кривой, в связи с чем скорость электропоездов на данном участке не превышает 25 км/ч.
Платформа круглогодично используется для заезда в санатории, расположенные поблизости. Летом также приезжают желающие отдохнуть на  пляжах Финского залива петербуржцы.

## История
В конце XIX века эта территория представляла собой сухую песчаную местность, полностью покрытую сосновым лесом. Широкий пляж на побережье Финского залива самой природой был предназначен для морских купаний. В 1898 году Кабинетом министров было принято решение о строительстве Курорта и продлении к нему железной дороги. Благодаря работе Петра Александровича Авенариуса за два года проект был реализован. 28 мая 1900 года на участке Сестрорецк — Курорт Приморской Санкт-Петербург-Сестрорецкой железной дороги движение поездов было открыто по воскресным и праздничным дням. Четыре пути тянулись от вокзала в створе Железнодорожной улицы (ныне улица Андреева) почти до устья реки Сестры. Две низкие деревянные платформы станции служили для приёма пассажиров, а длинный навес над боковой платформой позволял не обращать внимания на погоду. Деревянное, одноэтажное, с высокими арочными окнами здание вокзала было однотипным с возведённым вокзалом на станции Дюны (ныне этой станции нет). В вестибюле помещались контора, справочное бюро и касса курорта. Сам вестибюль имел три выхода: один — на платформу, другой — в парк курорта, третий — в крытую стеклянную галерею. Пройдя по этой галерее около 180 метров и поднявшись по небольшой лестнице, отдыхающие попадали прямо к главному входу в курзал. Сам вход в курорт напоминал заграничные курорты. Под галереей была проложена рельсовая дорога для подвозки продуктов от вокзала до погребов и складов ресторанов.
Поезда от станции Курорт в летнее время отправлялись с интервалом примерно в один час, движение начиналось в 6.30 утра и заканчивалось в 0.30 ночи. В 1902 году открылось движение по Дюнской ветке до границы с Финляндией. Из-за большого уклона трассы путей состав состоял не более чем из двух вагонов. К 1914 году вся окружающая местность курорта была застроена дачами и пансионатами, мест в поездах стало не хватать. Поезда стали ходить гораздо интенсивнее.
С 1918 года движение стало нерегулярным, расписания не было. Оживление жизни на дороге с 1922 года прервалось катастрофическим наводнением в 1924 году. После наводнения за счёт рельс Дюнской ветки была проложена дорога до Белоострова. С 1925 года образовалось кольцевое движение поездов. К 1935 году по станции проходило уже 24 пары поездов. Сначала Советско-финляндская, а затем Великая Отечественная война вновь прекратили движение по дороге, здания и сооружения были разрушены. Реконструкция дороги была завершена в 1952 году, станция стала остановочным пунктом.
1 июня 1952 года сестрорецкая линия была электрифицирована.
Вокзал сгорел в период с апреля по август 2007 года.

## Фотографии

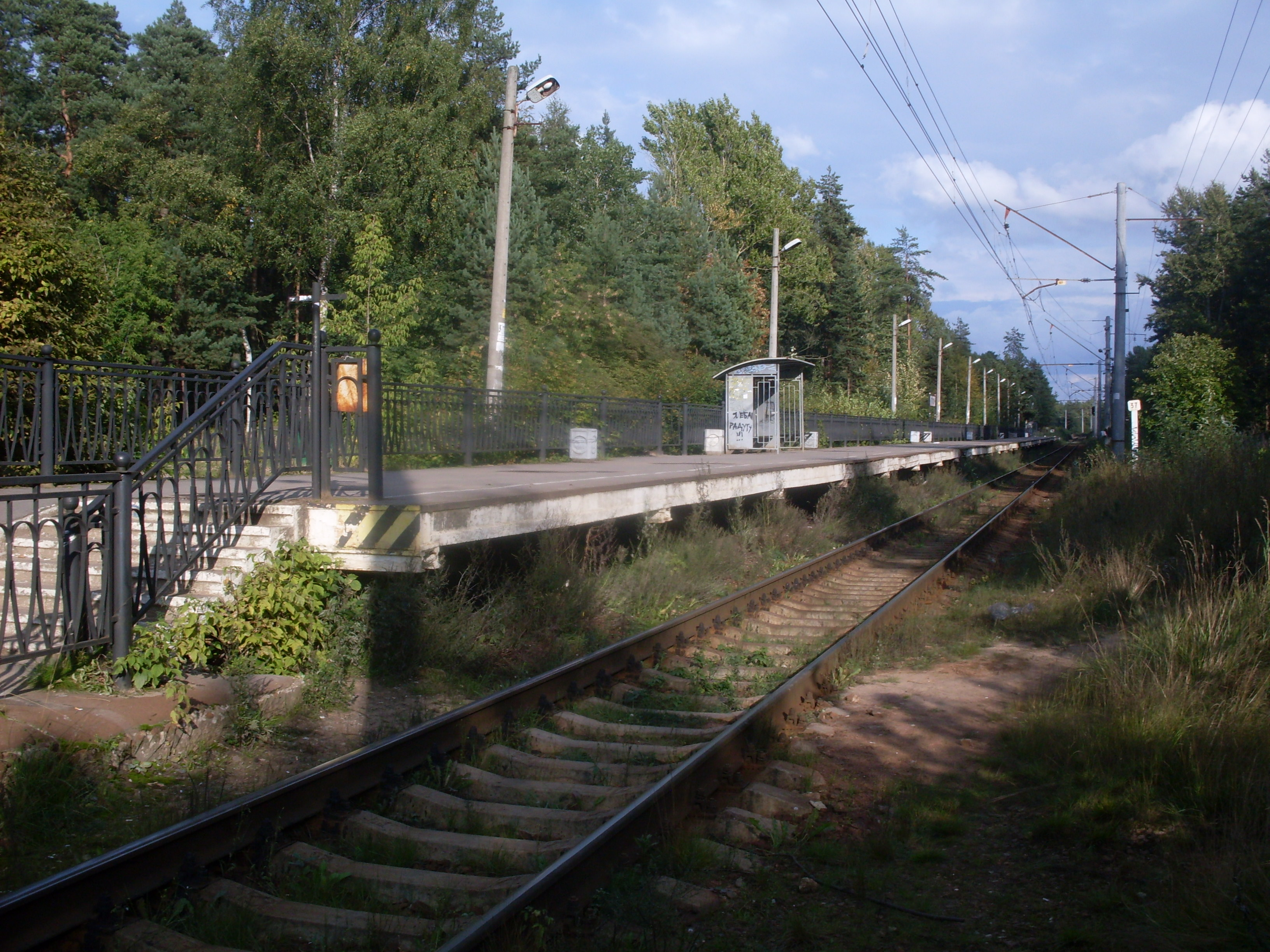
Вид на платформу с насыпи, в направлении Белоострова 2009 год
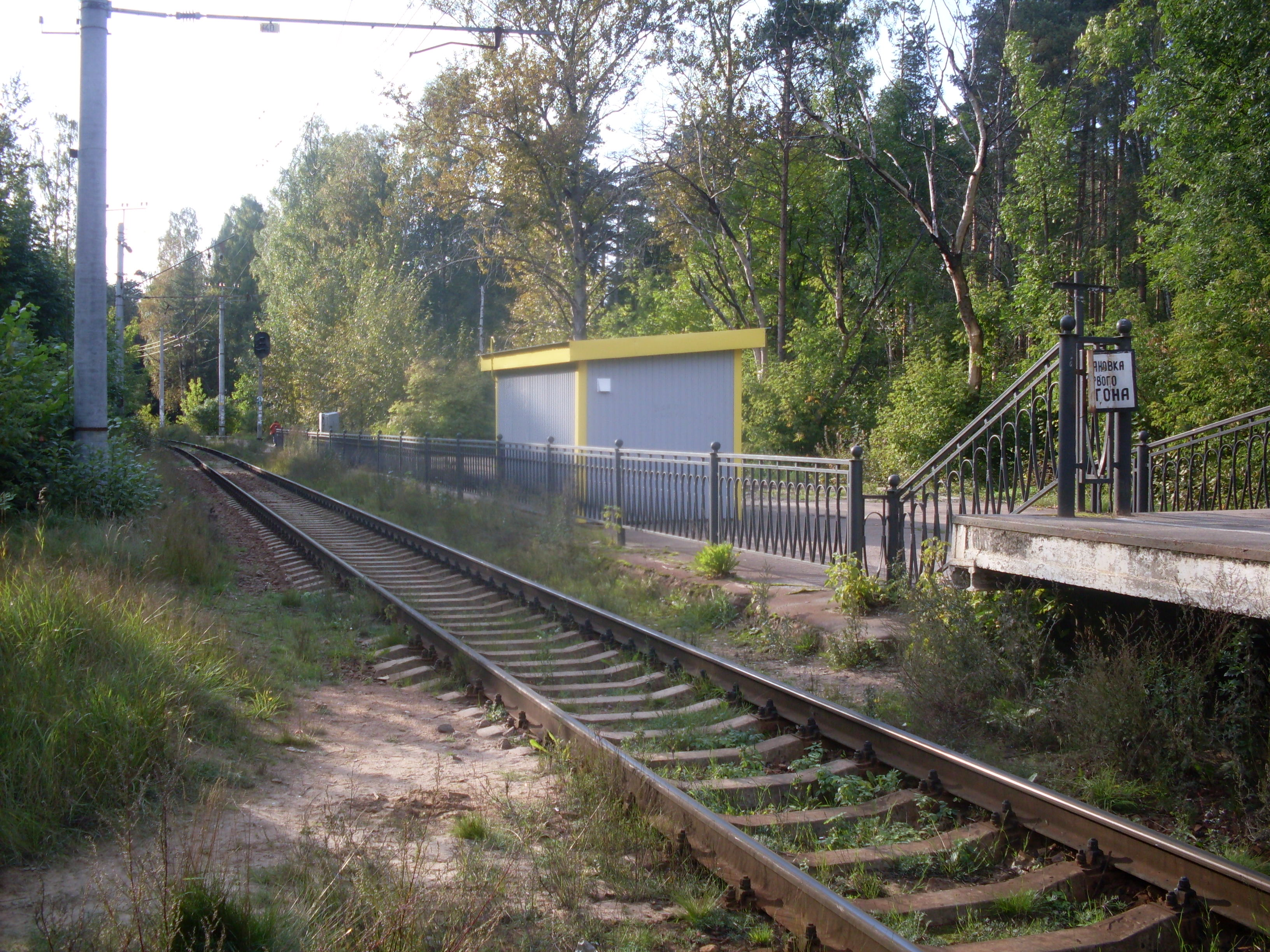
Вид в сторону Сестрорецка. 2009 год
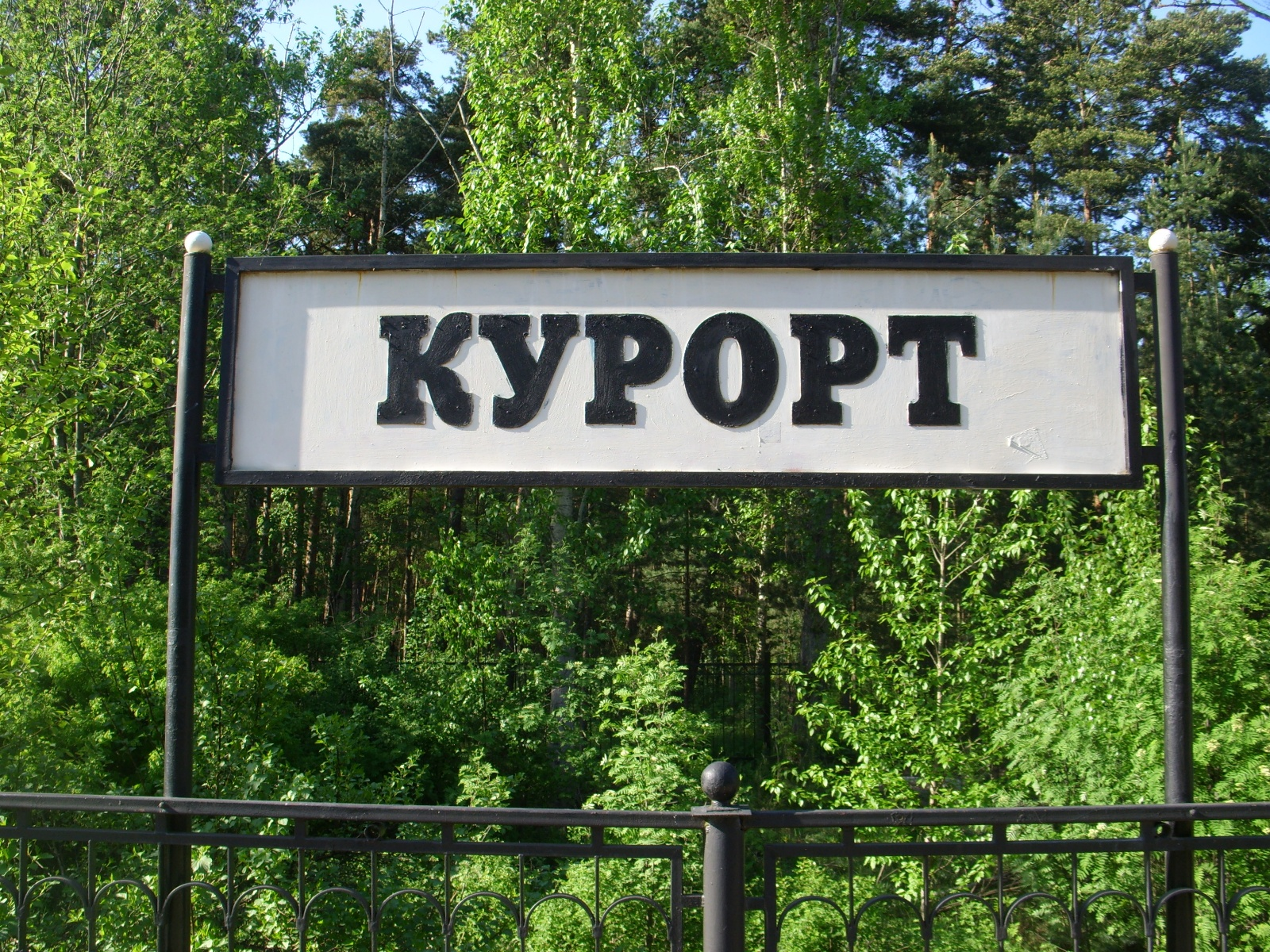
Указатель с названием. 2010 год
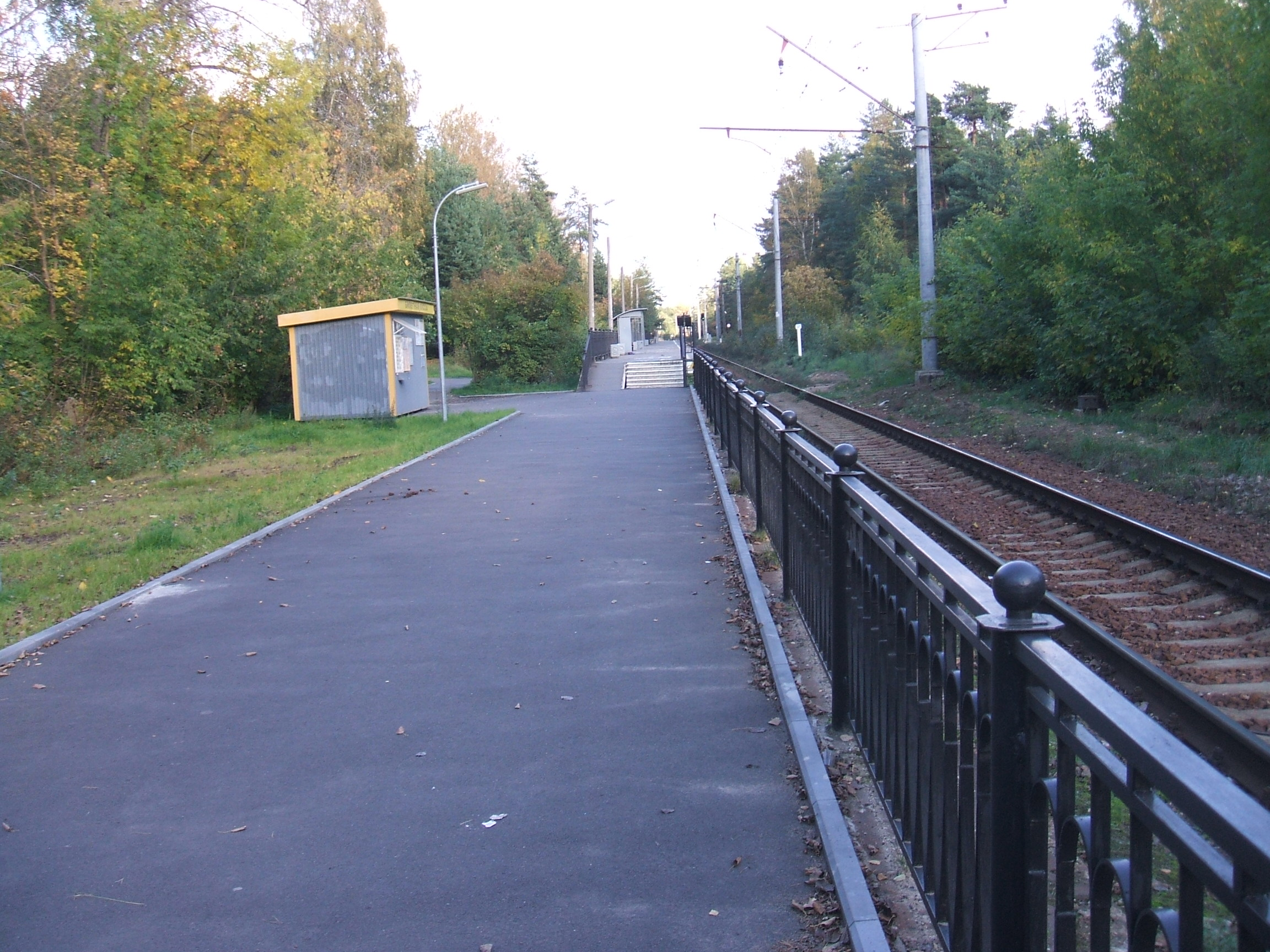
2011 год. Касса «переехала» на место сгоревшего вокзала
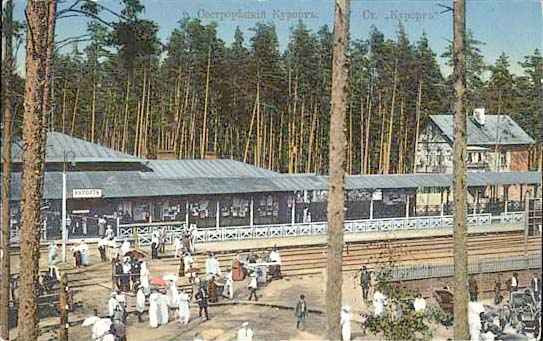
Станция Курорт до 1917 года
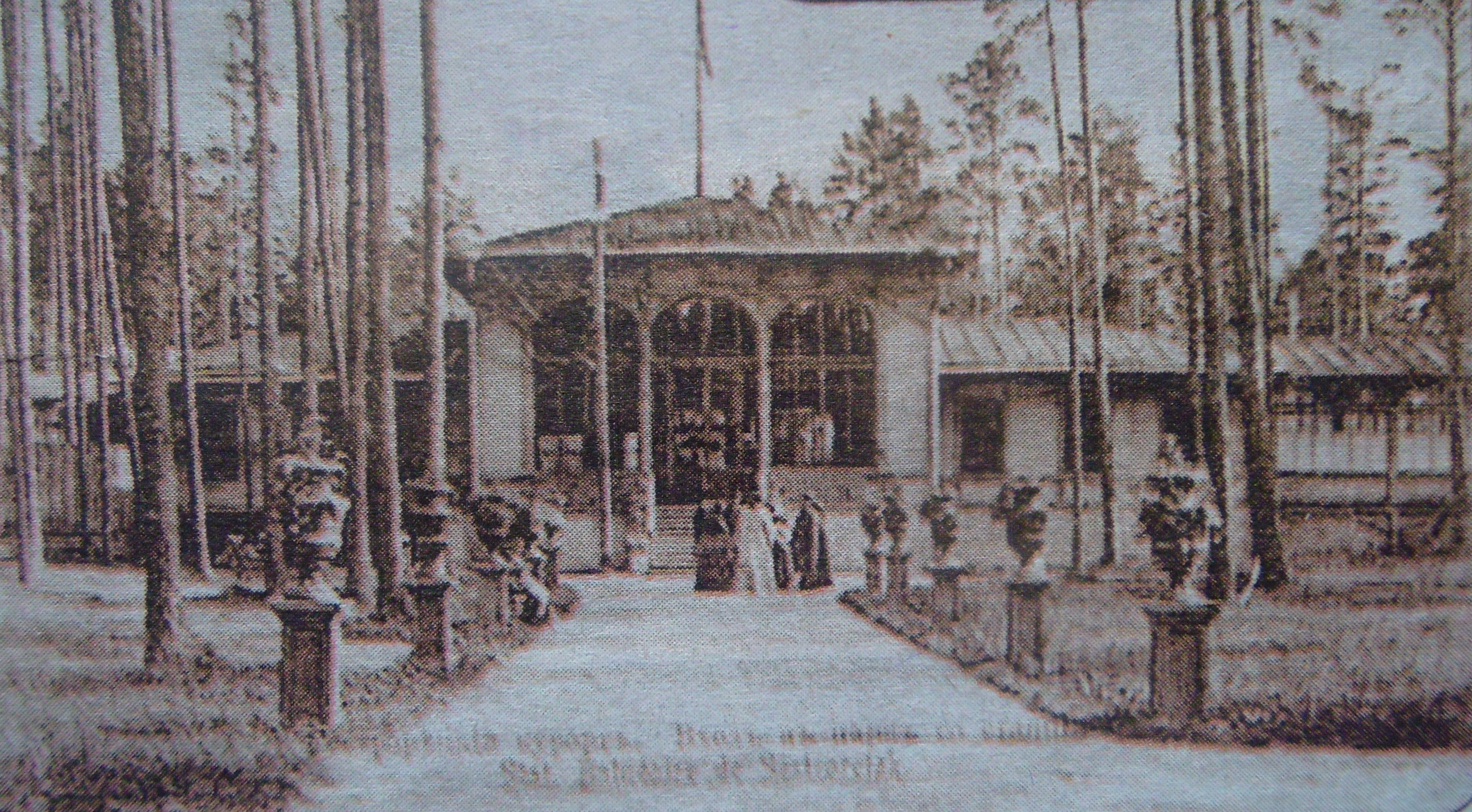
Станция Курорт до 1917 года (вид со стороны санатория).
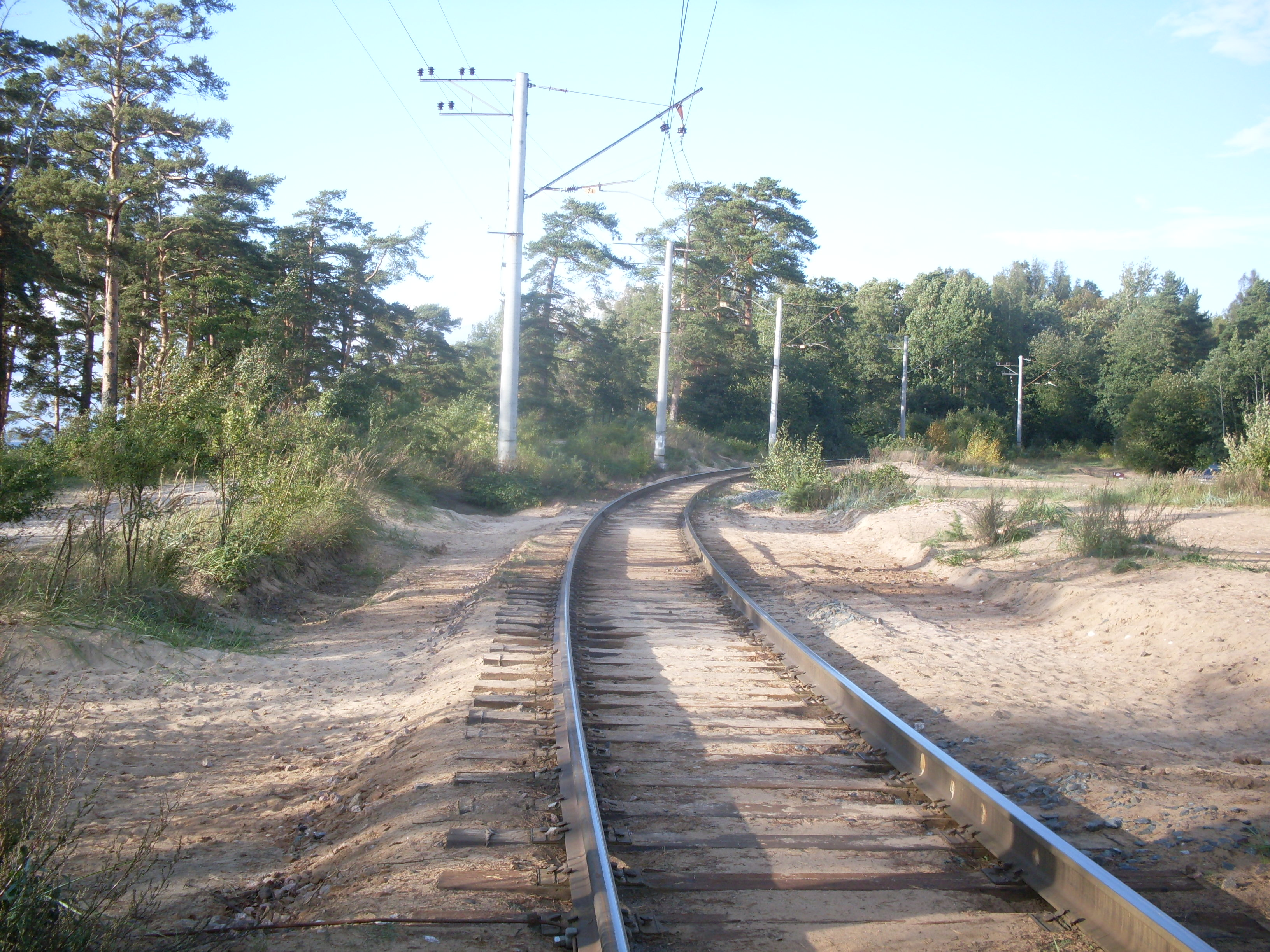
Кривая на участке Сестрорецк — Курорт. 2009 год